# 사탕옥수수

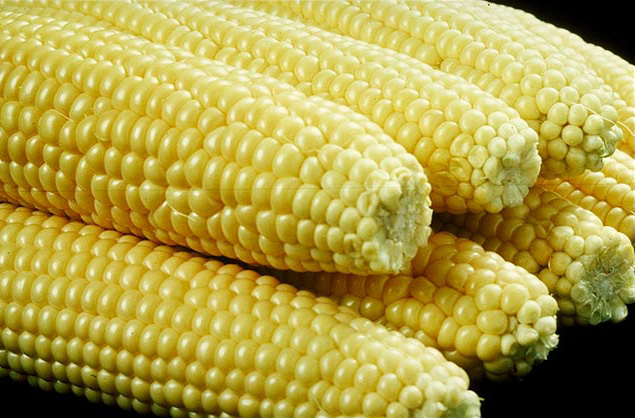
사탕옥수수

사탕옥수수(영어: sweet corn 스위트 콘[*])는 재배종 옥수수이다.

## 분포
전 세계에 분포한다.

## 형태
벼과의 한해살이풀로, 가을에 꽃이 피고 갈색 열매를 맺는다.

## 쓰임새
줄기에 당분이 많아 설탕의 원료로 쓰고, 잎은 사료로 쓴다.

## 같이 보기
- 찰옥수수